# Пуна (экорегион)
Пу́на (исп. Puna из языка кечуа — «пустынный») — неотропический экологический регион, охватывающий плоскогорье и плато Южной Америки, расположенные между Западными и Восточными Кордильерами на высотах 3300-4600 м.
Вокруг пун располагаются хребты высотой до 7000 м, препятствующие попаданию влажных воздушных масс, из-за чего пуны имеют резко континентальный тропический климат и ландшафты высокогорной пустыни. Пуны относятся к бассейнам внутреннего стока, протекающие реки впадают в озёра Титикака, Поопо и обширные солончаки.
Осадки: на равнинах выпадает 100—500 мм осадков, а на склонах гор до 1000 мм в год. Часты резкие изменения погоды и сильные ветры.
Растительность на обширных пространствах почти отсутствует. Встречаются кустарники (ярета (Azorella compacta), парастефия (Parastrephia spp.), в том числе тола (Parastrephia lepidophylla), эскаллония (Escallonia spp.) и др.), дерновинные злаки (ковыли, овсяница, вейник). На склонах гор до высоты 4500 м встречаются древесные виды полилеписа (кеньюра) (Polylepis spp.). На территории пун располагаются многочисленные вулканы, имеются богатые месторождения олова, вольфрама, сурьмы, цинка, серебра.
В пунах можно найти памятники доколумбовых цивилизаций и колониального периода.

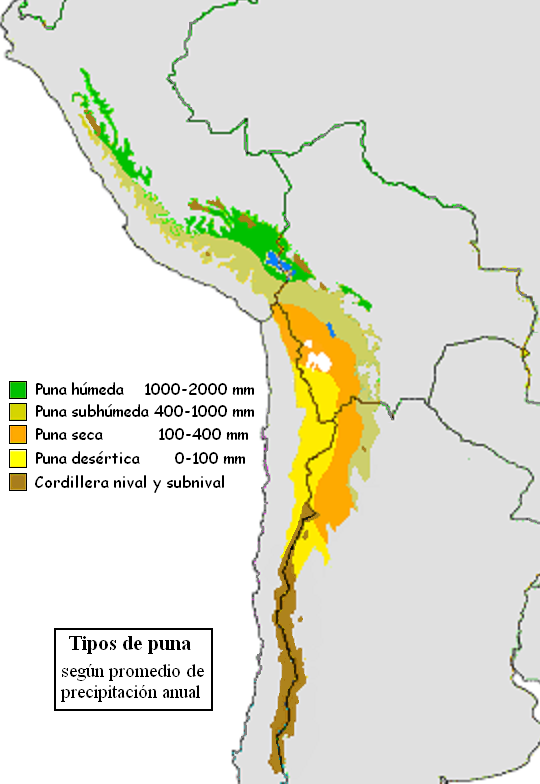
Пуна
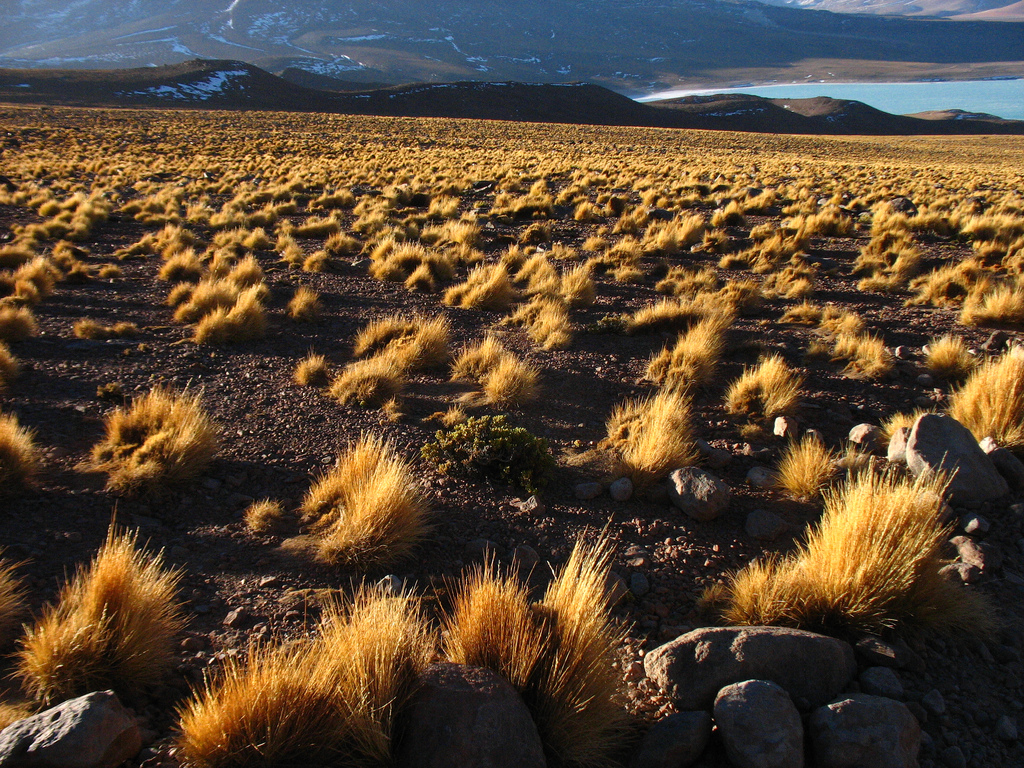
Типичный для пун ландшафт, боливийский департамент Потоси
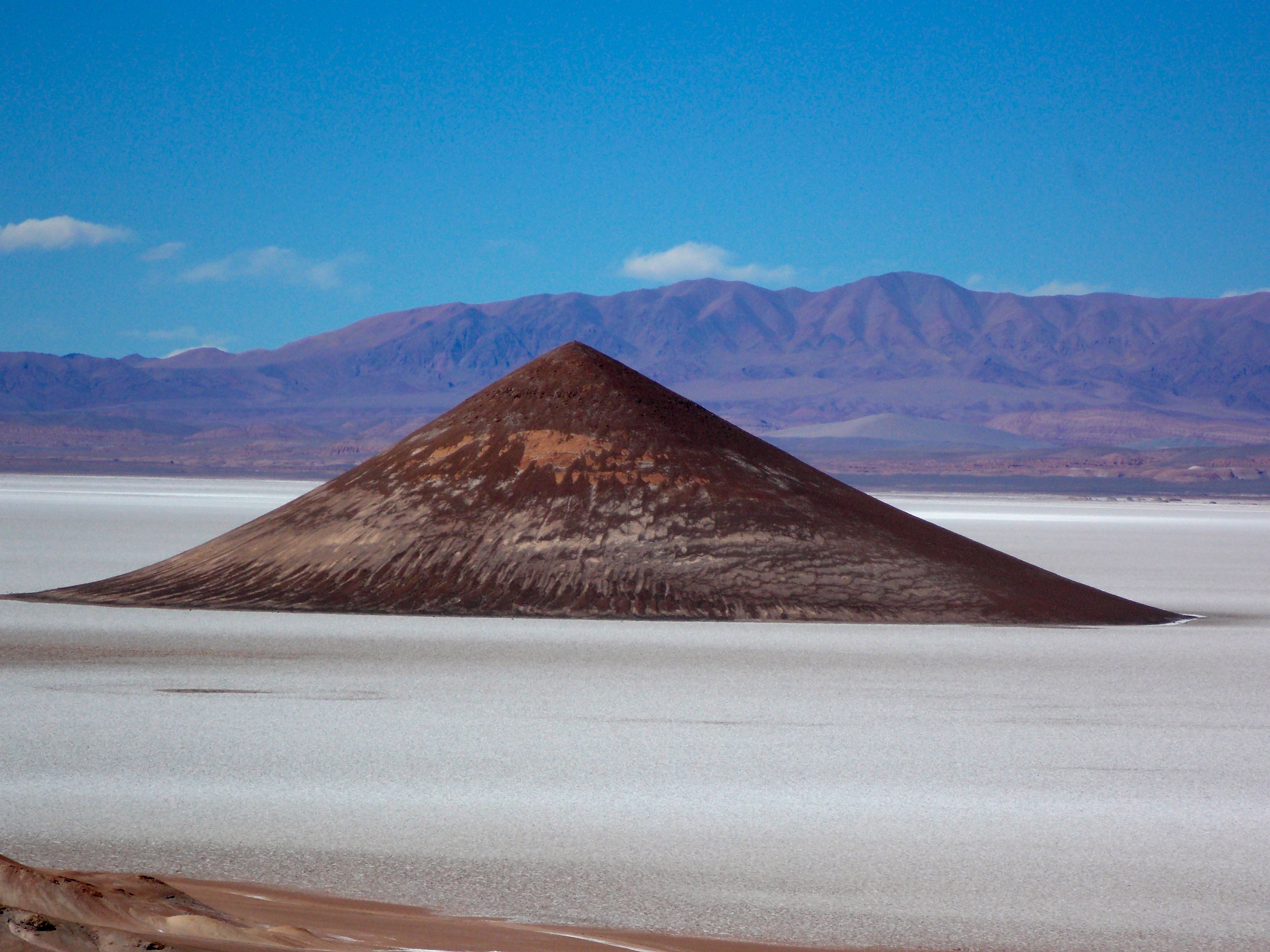
Коно-де-Арита, аргентинская провинция Сальта